# أندريه بالانوف
أندريه بالانوف (بالروسية: Андрей Владимирович Баланов)‏ (مواليد 27 أبريل 1976) هو ملاكم روسي، مثّل بلاده في الألعاب الأولمبية الصيفية 2008.

## روابط خارجية
أندريه بالانوف على موقع أوليمبيديا (الإنجليزية)